# Маний Ацилий Бальб (консул 150 года до н. э.)
Маний Ацилий Бальб (лат. Manius Acilius Balbus) — политический деятель времён Римской республики.
Происходил из рода Ацилиев. Его отцом был Луций Ацилий Бальб. В 150 году до н. э. он избирается консулом вместе с Титом Квинкцием Фламинином. Во время его консульства шли споры относительно дальнейших отношений с Карфагеном — мирных, которую поддерживал Сципион Назика, или враждебных, за что выступал Катон Старший. Больше о нём ничего неизвестно.